# St.-Peter-und-Paul-Kirche (Sellenstedt)

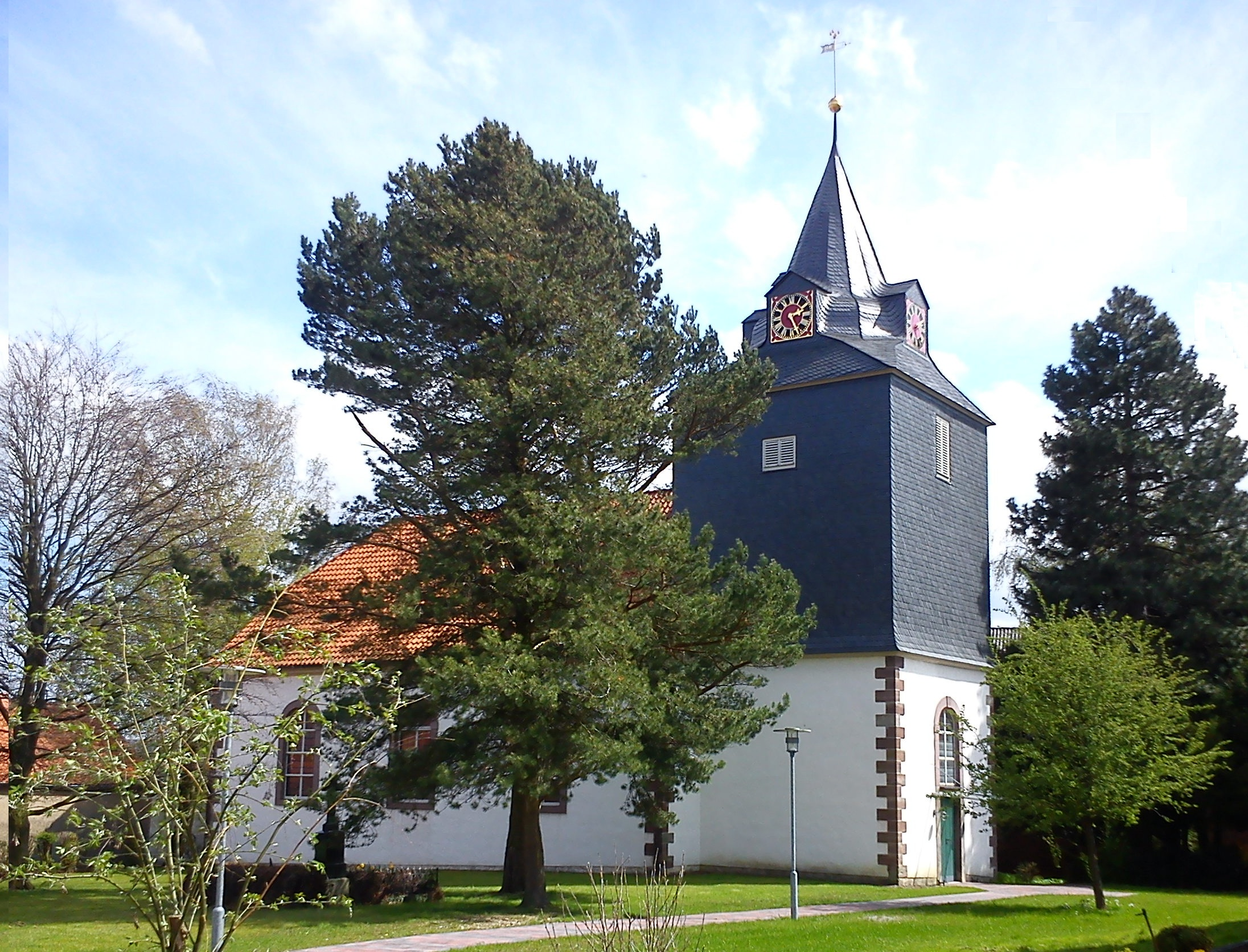
St.-Peter-und-Paul-Kirche

Die evangelisch-lutherische St.-Peter-und-Paul-Kirche steht in Sellenstedt, einer Ortslage von Adenstedt, einem Ortsteil der Gemeinde Sibbesse im Landkreis Hildesheim von Niedersachsen. Die Kirchengemeinde gehört zum Kirchenkreis Hildesheimer Land-Alfeld im Sprengel Hildesheim-Göttingen der Evangelisch-lutherischen Landeskirche Hannovers.

## Beschreibung
Eine Kirche wird schriftlich erstmals im Jahr 1350 genannt.  Das vorreformatorische Patrozinium Peter und Paul lässt sich 1507 belegen.
Die heutige verputzte, mit Ecksteinen versehene, barocke Saalkirche wurde 1648/1734 aus Bruchsteinen gebaut. Der quadratische Kirchturm im Westen wurde 1748 errichtet, wie über dem Portal zu lesen ist. Der Turm ist oberhalb der Dachtraufe des Kirchenschiffs schieferverkleidet. Sein schiefergedeckter Helm, aufgesetzt zwischen 1796 und 1800, geht von einem quadratischen Ansatz in eine geschweifte, sechzehnseitige Spitze über, die mit einer Turmkugel und einer Wetterfahne bekrönt ist. Nach Osten zeigt ein Kragträger mit der 1716 gegossenen Schlagglocke. Die vier Zifferblätter der Turmuhr befinden sich in Dachgauben. Das verschieferte Geschoss hat rechteckige Klangarkaden, hinter denen sich der Glockenstuhl mit einer Kirchenglocke befindet, die 1872 von Johann Heinrich Bartels gegossen wurde. Das Kirchenschiff hat Bogenfenster, sein Satteldach hat im Osten einen Krüppelwalm. Der Zugang zur Sakristei liegt im Osten. Zur Kirchenausstattung gehören ein klassizistische Altar und ein Taufengel aus der Mitte des 18. Jahrhunderts. Eine Orgel mit 7 Registern, einem Manual und einem Pedal hat 1838 Heinrich Schaper gebaut. Der obere Teil eines umgebauten Kanzelaltars dient als Prospekt. 1911 wurde diese Orgel durch eine neue Orgel ersetzt. Nachdem diese unbespielbar war, wurde 1979 die heutige Orgel errichtet.